# Cossypha dichroa
Cossypha dichroa е вид птица от семейство Muscicapidae.

## Разпространение
Видът е разпространен в Южна Африка и Свазиленд.